# Brycon bicolor
Brycon bicolor är en fiskart som beskrevs av Pellegrin, 1909. Brycon bicolor ingår i släktet Brycon och familjen Characidae. Inga underarter finns listade.